# Niclas Nøhr
Niclas Nøhr (* 2. August 1991) ist ein dänischer Badmintonspieler.

## Karriere
Niclas Nøhr wurde 2007 dänischer Nachwuchsmeister der Altersklasse U17. Bei der Badminton-Jugendeuropameisterschaft desselben Jahres gewann er Gold mit dem dänischen Team. Zwei Jahre später wurde er in Europa Dritter bei den Junioren. 2010 und 2011 siegte er bei den Cyprus International, auch bei den Portugal International. 2014 gewann er bei den Dutch International gemeinsam mit Sara Thygesen den Mixed-Titel. Mit ihr gewann er auch die Goldmedaille im Mixed-Wettbewerb bei den Europaspielen 2015.